# Луций Корнелий Латиниан (прокуратор)
Лу́ций Корне́лий Латиниа́н (лат. Lucius Cornelius Latinianus; умер после 116 года) — римский государственный деятель эпохи правления императора Траяна.

## Биография
Латиниан происходил из всаднического сословия. В 105 году он был назначен на должность финансового прокуратора провинции Нижняя Мёзия. Затем, вплоть до своего ухода в отставку в 116 году, Латиниан был прокуратором Реции. 
Сыном Луция Корнелия был проконсул Азии, унаследовавший отцовский преномен.